# Maduma
Maduma ist ein Verwaltungsbezirk (englisch Ward) des Distrikts Mufindi in der tansanischen Region Iringa.

## Geografie
Maduma liegt im südlichen Hochland von Tansania. Der Bezirk grenzt im Norden an  Ikweha, im Osten an Bumilayinga, im Südosten an Nyololo, im Süden an Malangali und im Westen an Ihowanza. Bei der Volkszählung 2022 lebten 12.466 Menschen in 3056 Haushalten auf einer Fläche von 273 Quadratkilometern.

## Gliederung
Der Bezirk besteht aus drei Gemeinden (swahili Mtaa) mit 16 Orten (Kitongoji):
| Maduma - Mavyale A - Mavyale B - Kilimahewa - Kibao - Mlimba - Msimbazi A - Msimbazi B | Wangamaganga - Kihanga - Iguluvi - Ibatu - Ilyango - Muungano | Ihang'anatwa - Ilala - Luhanga - Igunguli - Lugoda |

## Wirtschaft und Infrastruktur
- Landwirtschaft: Im Bezirk werden rund 8000 Hühner, 3000 Rinder und 600 Ziegen gehalten.[7]
- Bildung: Die Maduma Secondary School ist eine staatliche weiterführende Schule. Sie bildet Tagesschüler bis zur 4. Stufe aus.[8]